# مرقم

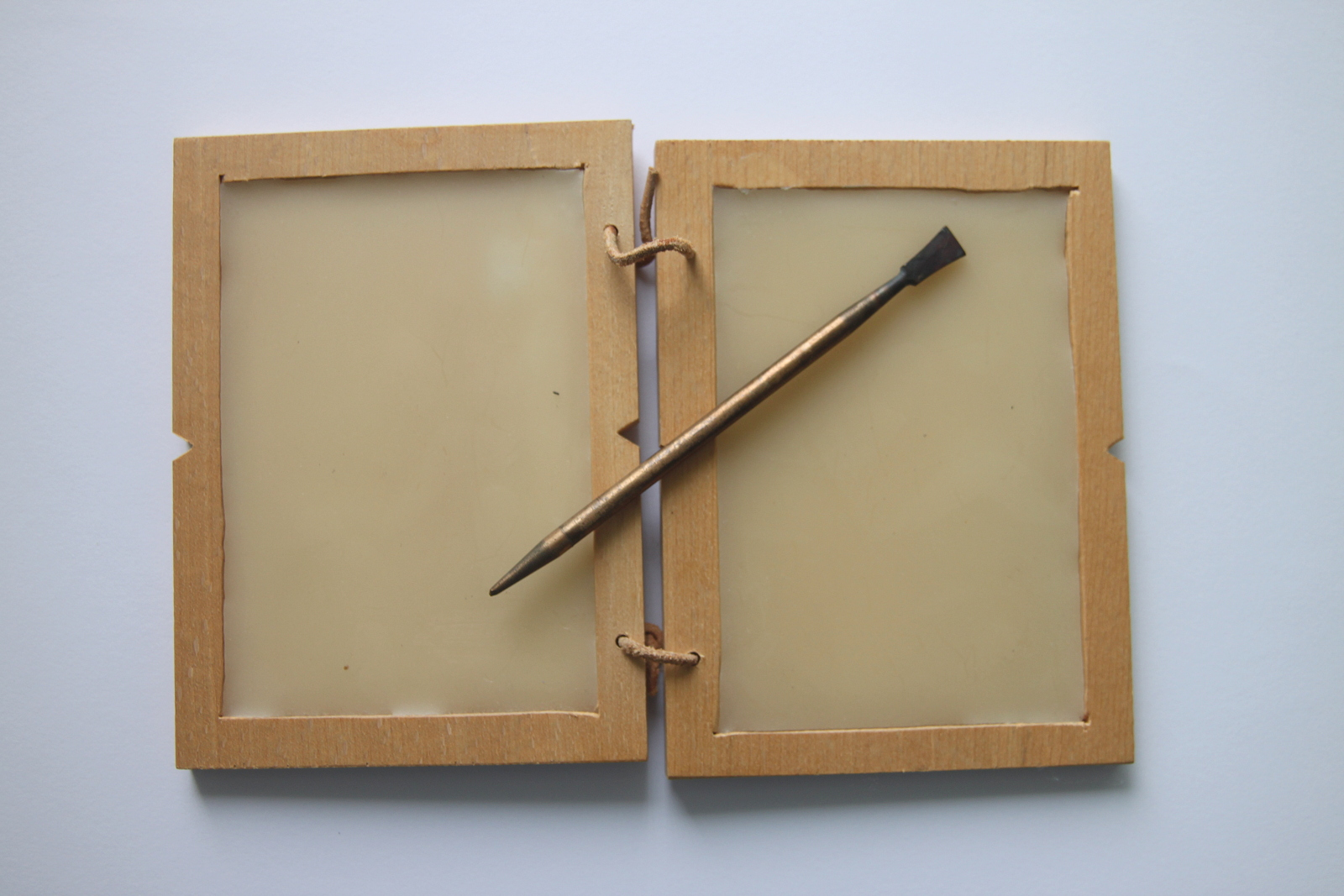
لوح الشمع ومرقم روماني

المِرْقَم (الجمع: مَرَاقِم) هو أداة كتابة أو عُدَّتها تستخدم للخَطّ أو وضع العلامات على المواد الرخوة. اُستُخدمت مراقم مختلفة للكتابة في الكتابة المسمارية بالضغط على الطين الرطب، وللخَطّ أو النقش على لوح الشمع [الإنجليزية]. تُستخدم أيضًا مراقم صلبة للغاية لنقش المعادن، ويُستخدم نظام الأردواز والمرقم [الإنجليزية] لتخريم النقاط للكتابة بطريقة براي.
تُمسَك المراقم باليد، وبالتالي فهي عادةً ما تكون ذات شكل مستطيل ضيق، يشبه قلم الحبر الجاف الحديث. تتميز العديد من المراقم بأنها منحنية بشكل كبير حتى يسهل إمساكها.